# Habbaniyyasjön
Habbaniyyasjön (arabiska: بحيرة الحبانية Buhayrat al-Habbaniyya) är en konstgjord insjö i centrala Irak. Sjön används främst för att dämma upp vatten från floden Eufrat, och sedan 1982 finns en damm vid ar-Ramadi i detta syfte. Därifrån leds vattnet genom en smal kanal som heter Sin al-Dhuban till Habbaniyyasjön. Utloppet som finns i sjöns södra del är kanalen al-Majarah. Denna leder vattnet till Razazzasjön.

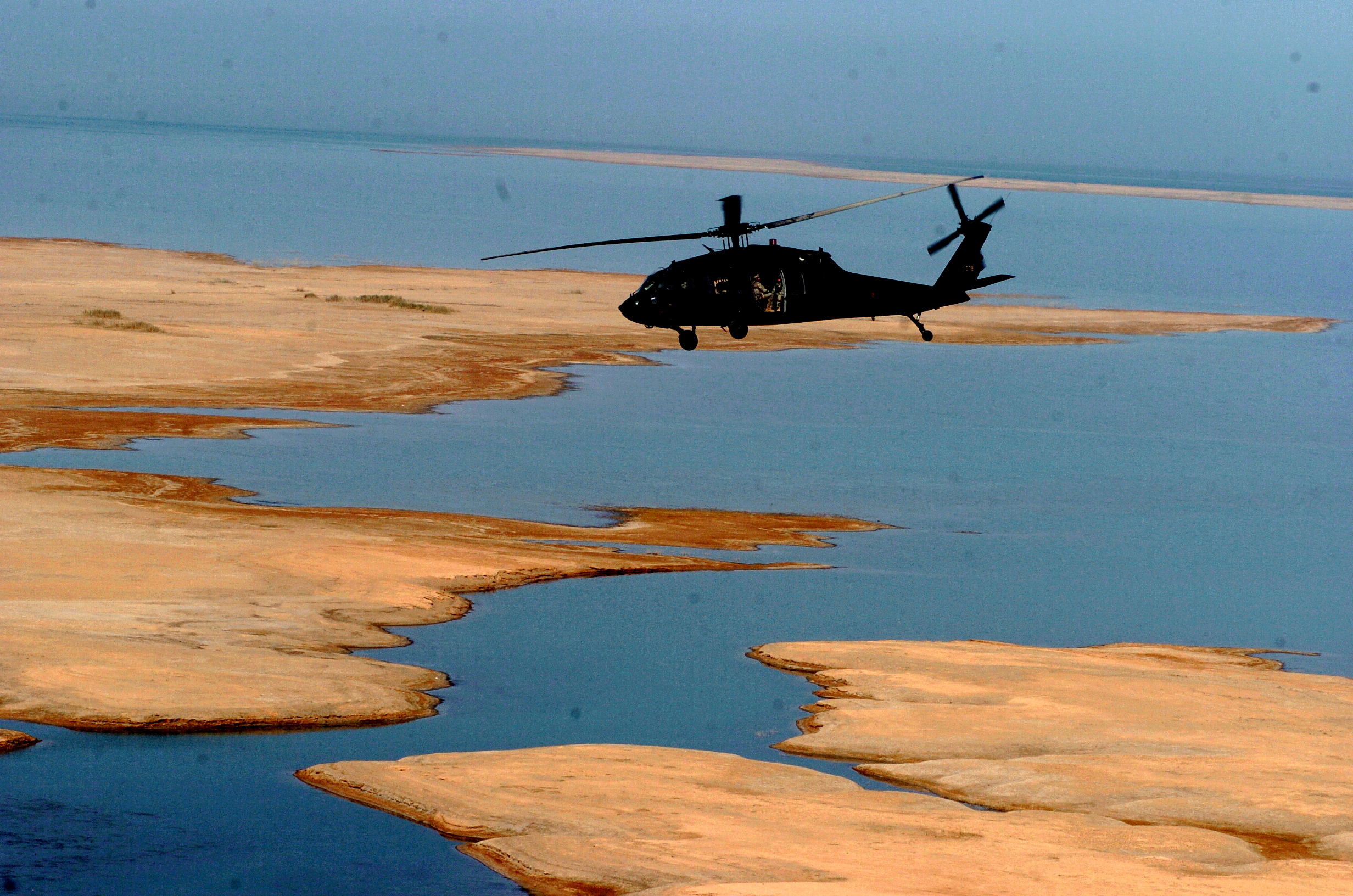
Amerikansk militärhelikopter över Habbaniyyasjön (2008)